# René Vallet de Villeneuve
René, François Vallet, comte de Villeneuve, dit Villeneuve de Chenonceaux, est un militaire et homme politique français, né le 7 juin 1777 à Paris et mort le 12 février 1863 au château de Chenonceau.

## Voir aussi

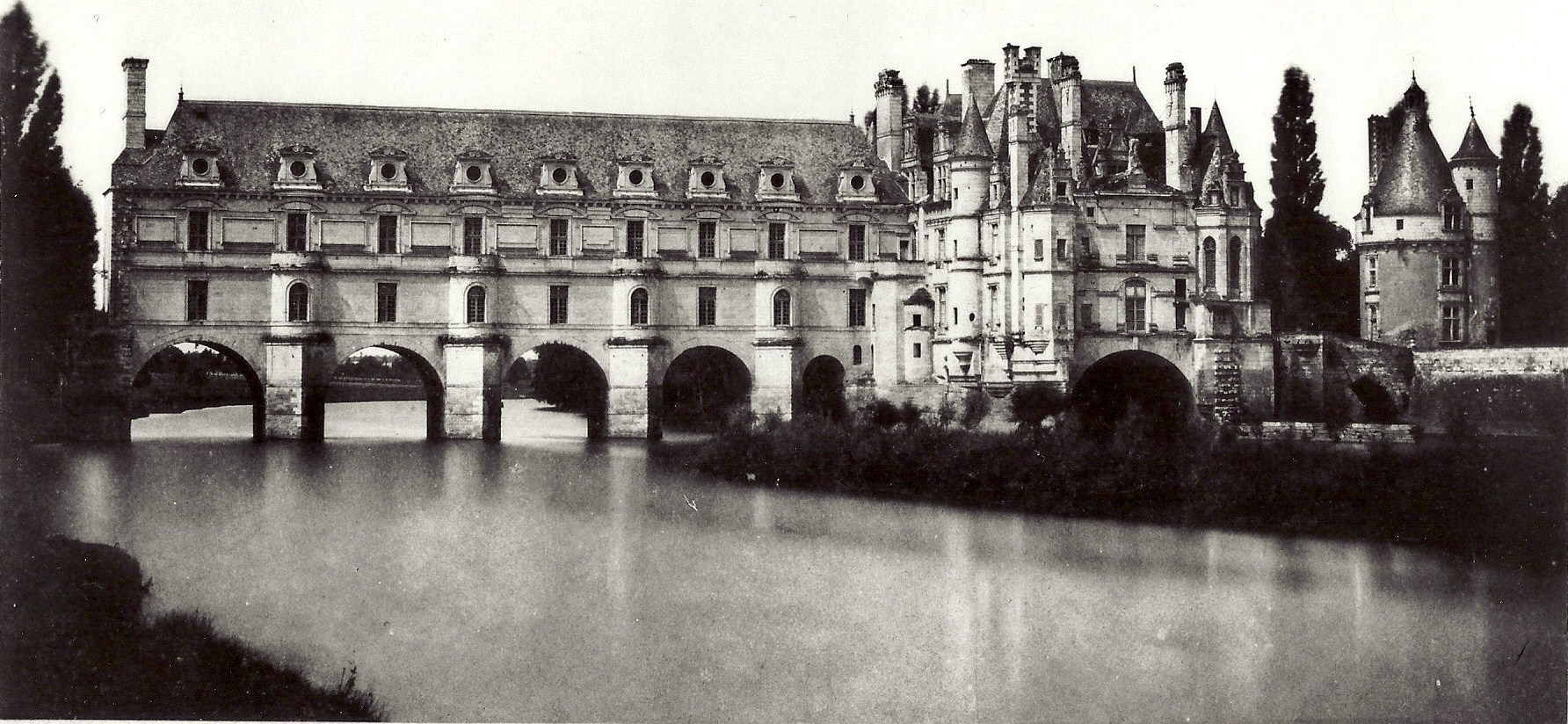
Le château de Chenonceau par Gustave Le Gray. Photographie réalisée en 1851, lorsque le comte Vallet de Villeneuve en était le propriétaire.

## Biographie

### Famille
La famille Vallet serait originaire de Jarzé, à proximité de la capitale angevine, Angers. Les premières acquisitions archivées, mentionnent Guillaume Vallet concernant des parcelles de vigne sur la paroisse de Jarzé, en date du 1er mars 1416.
Le père de René, Pierre-Armand Vallet de Villeneuve, est le secrétaire du roi, trésorier général de la Ville de Paris et receveur général des finances à Metz. Sa mère, Madeleine-Suzanne Dupin de Francueil, est la petite-fille du fermier général et financier, Claude Dupin. Madeleine-Suzanne perd sa mère, Suzanne Bollioud de Saint-Jullien, à l'âge de trois ans en 1754 et elle est élevée par Louise Dupin. Le mariage entre Pierre-Armand et Madeleine-Suzanne se déroule à Paris le 9 février 1768, union arrangée par Monsieur et Madame Dupin et qui intervient juste après le décès de leur fils unique Jacques-Armand Dupin de Chenonceaux, le 3 mai 1767. Ce choix est motivé depuis que leur belle-fille, Julie de Rochechouart, a quitté l'Hôtel des Dupin à Paris en 1763 avec leur petit-fils, Claude-Sophie Dupin de Rochefort. La mésentente entre Madame Dupin et Julie est notoire et le départ de cette dernière est consécutif à la mauvaise vie de son époux Jacques-Armand et son incarcération l'année précédente, en 1762. Le couple de Chenonceaux ne résidant plus rue Plâtrière, c'est ainsi que Madame Dupin décide d'accueillir dans son hôtel particulier son neveu, le fils de sa sœur benjamine Françoise-Thérèse Guillaume de Fontaine : Pierre-Armand Vallet de Villeneuve.

### Jeunesse
Mme Dupin reporte toute son affection sur son neveu et les deux enfants issus du mariage avec Madeleine Suzanne Dupin de Francueil, René et Auguste Vallet de Villeneuve. René-François est né rue Plâtrière  à Paris, paroisse Saint-Eustache, le 7 juin 1777. Son parrain est François Bollioud de Saint-Jullien, gouverneur et lieutenant du roi en la ville de Bourg-Argental et receveur général du clergé en France. La marraine est la très haute et très puissante, Françoise-Renée-Hervé Carbonnel de Canizy, comtesse de Forcalquier. Son frère, Auguste-Louis-Claude Vallet de Villeneuve est né au même domicile rue Plâtrière à Paris, le 4 août 1779.

Blason de la famille Vallet de Villeneuve.

Lors de la Révolution française, Mme Dupin part s'installer au château de Chenonceau, au cours des massacres de Septembre 1792 dans les prisons parisiennes. Elle est accompagnée de son amie, la comtesse de Forcalquier, sa nièce Madeleine-Suzanne Dupin de Francueil, ses petits-neveux René et Auguste Vallet de Villeneuve ainsi que sa gouvernante et lectrice, Marie-Thérèse Adam. Malheureusement, du fait de sa fonction en tant que trésorier de la ville de Paris, Pierre-Armand Vallet de Villeneuve reste dans la capitale. Il est emprisonné et condamné par le Tribunal révolutionnaire au moment de la grande Terreur au printemps 1794. Âgé de 62 ans, il meurt en détention à la Conciergerie, le 21 ventôse de l'An II (11 mars 1794). Suicide ou mort « naturelle », sa fin brutale le soustrait à l'échafaud. Veuve, Madeleine Suzanne Dupin de Francueil épouse en secondes noces à Chenonceaux le 7 messidor de l'An IV (25 juin 1796), Joseph Delaville Le Roulx, négociant et homme politique.
Mme Dupin se charge de l'éducation de René et Auguste, bientôt rejoint par le fils de son médecin personnel, Pierre Bretonneau, maître-chirurgien à Saint-Georges-sur-Cher : Pierre-Fidèle Bretonneau, à l'avenir prometteur. René Vallet de Villeneuve épouse le 12 avril 1795 à Paris, Appoline Charlotte Adélaïde de Guibert. Elle est la petite-fille du général de Guibert et par sa mère, l'arrière petite-fille de Michelle Carton-Dancourt, la tante de Louise Dupin. Ainsi, à la cinquième génération, se sont unis par le mariage deux descendants du comédien Florent Carton-Dancourt. René Vallet de Villeneuve, ainé des petits-neveux de Mme Dupin, hérite à son décès, du château de Chenonceau ainsi que l'ensemble du domaine, au mois de décembre 1799. Le cadet, Auguste, reçoit le marquisat du Blanc dans le département de l'Indre.
René et Auguste sont très liés à leur oncle, Maurice Dupin de Francueil, en réalité de la même génération. Maurice qui est également officier dans l'armée impériale, rend souvent visite à René au château de Chenonceau ou Auguste, au marquisat du Blanc. La mort accidentelle de Maurice à Nohant, le 16 septembre 1808, marque profondément les deux frères de Villeneuve.

### Carrière

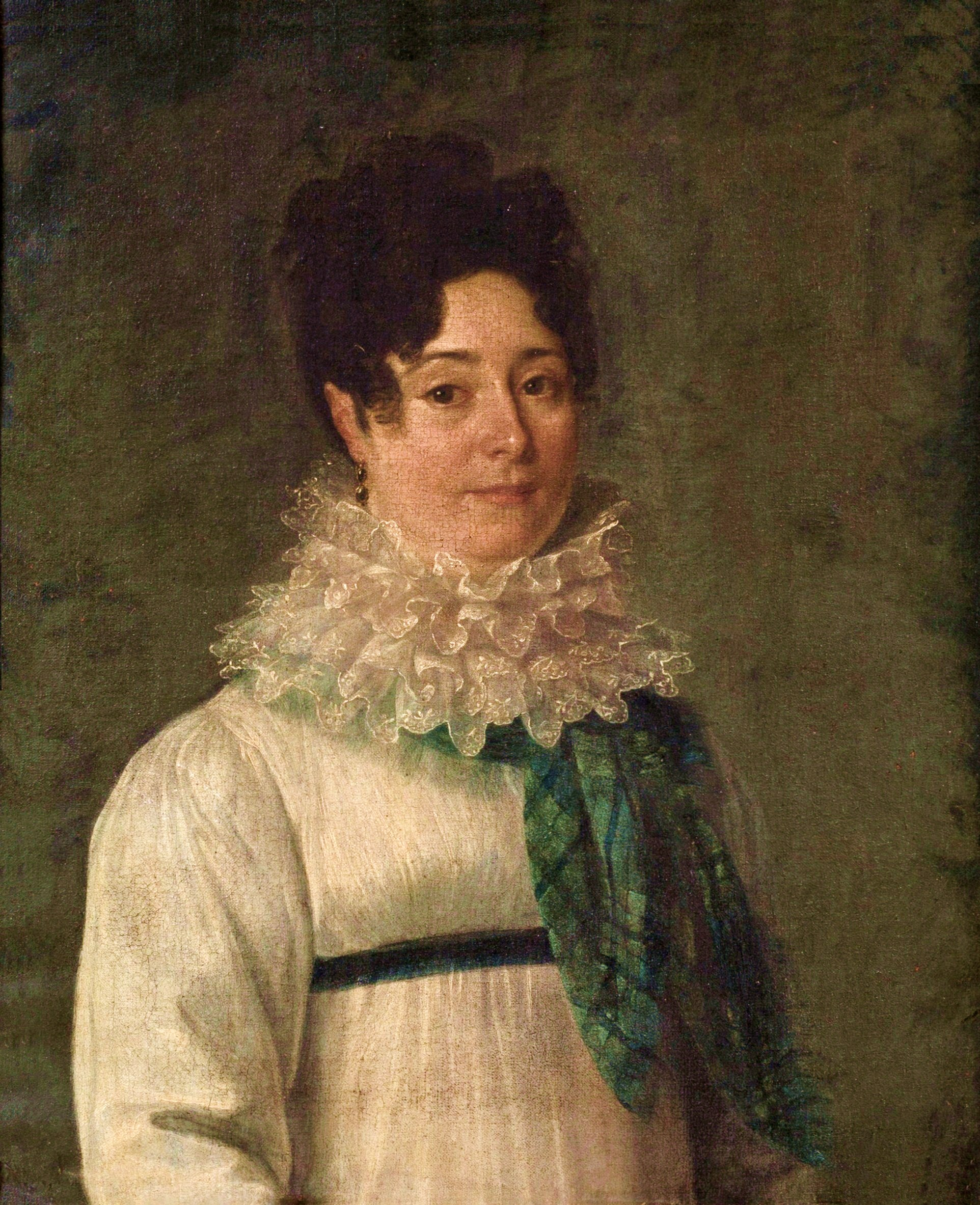
Portrait d'Apolline de Villeneuve née de Guibert, dame du palais de la reine Hortense de Beauharnais. Le mariage de René Vallet de Villeneuve et d'Apolline de Guibert, le 12 avril 1795 à Paris, réunit pour la troisième fois le sang des Carton-Dancourt et celui des Boutinon des Hayes. Ancienne collection du château de Chenonceau. École française du XIXe siècle, collection privée.

René Vallet de Villeneuve s'engage dans la carrière militaire sous le Consulat. Il fait partie de l'ancienne aristocratie ralliée à Napoléon Ier qui le fait comte d'Empire le 28 octobre 1808, en récompense de ses succès diplomatiques. En 1806, il est nommé premier chambellan du Roi de Hollande, Louis Bonaparte. René Vallet de Villeneuve est nommé Chevalier de la Couronne de Bavière le 30 mars 1810, commandeur de l'ordre impérial de la Réunion le 29 février 1812. Son épouse devient la dame du palais de la reine Hortense de Beauharnais. Le comte René Vallet de Villeneuve est désigné par Marie-Aurore de Saxe pour être le tuteur de sa cousine, Aurore Dupin, future George Sand, mineure et seule légataire de la famille Dupin de Francueil.
Le médecin tourangeau, Pierre Fidèle Bretonneau ainsi que son épouse Marie-Thérèse Adam, lectrice et héritière de Madame Dupin, sont des familiers de René Vallet de Villeneuve. Pendant leur absence au cours du Premier Empire, les châtelains  confient la surveillance du domaine à Pierre Bretonneau qui réside à Chenonceaux depuis 1801 comme simple officier de santé et premier magistrat de la commune à partir de 1803. Le comte prend la succession de son protégé, à la mairie tourangelle au mois d'octobre 1807 et va le rester pendant près de soixante ans. Il possède également un domicile parisien au no 24 rue de Grammont. Quant à son frère Auguste, propriétaire des terres du Blanc, avec le titre de baron, il est chef d'escadron, trésorier de la garde nationale depuis 1809 et receveur municipal de la ville de Paris dès 1801. Sa résidence à Paris se situe au no 11 rue d'Anjou-Saint-Honoré. Il a épousé Laure de Ségur (1778-1812), fille du comte Louis-Philippe de Ségur et dont la nièce n'est autre que la romancière Sophie Rostopchine, comtesse de Ségur (1799-1874). Le baron Auguste Vallet de Villeneuve meurt dans son château de la ville du Blanc, le 24 octobre 1837.
Le comte René de Villeneuve continue à servir sous la Restauration et il est nommé Chevalier de la Légion d'Honneur le 19 novembre 1814, par Louis XVIII. Il prend part à l'expédition d'Espagne en 1823.

### George Sand

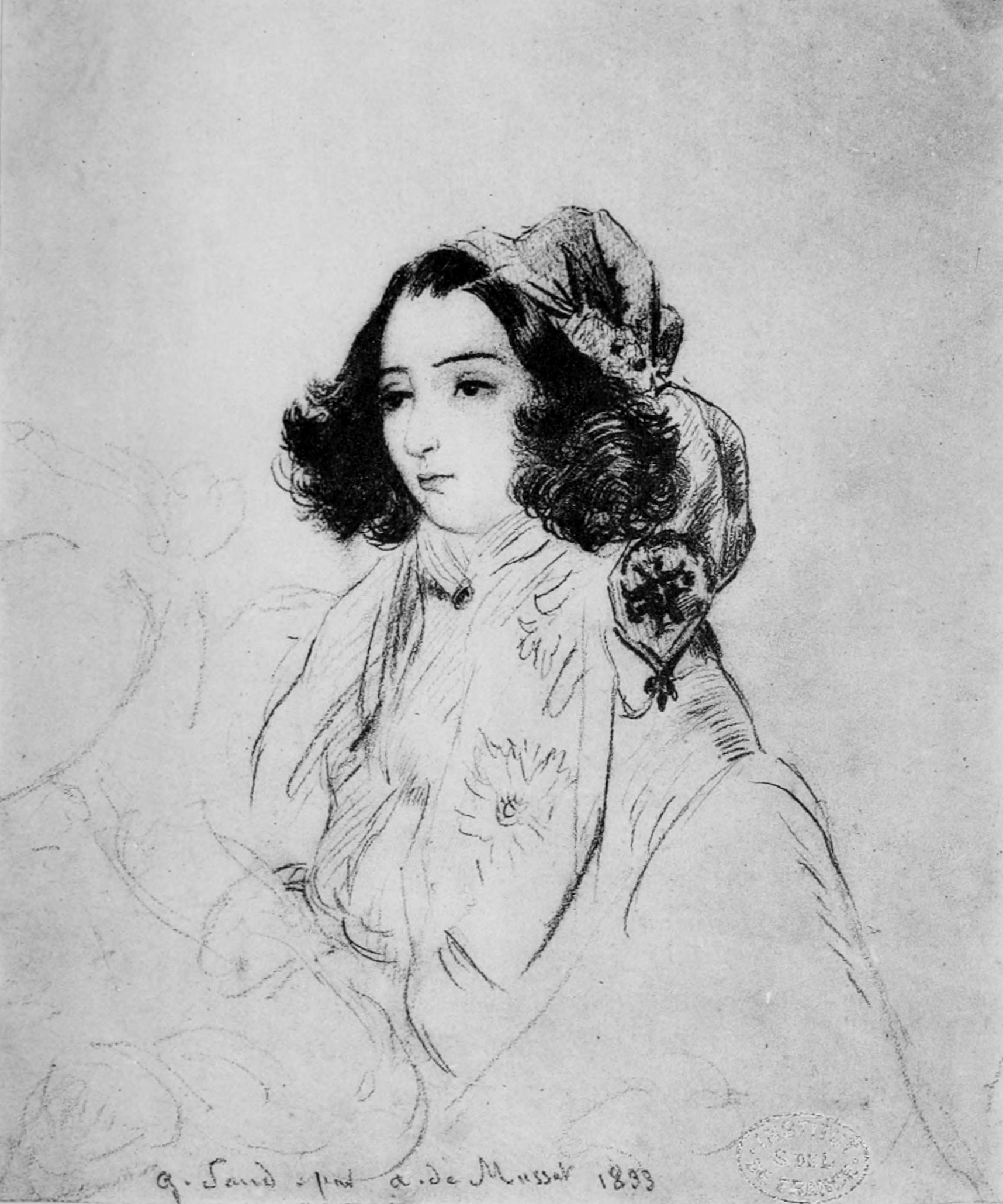
Aurore Dupin de Francueil, plus connue sous le pseudonyme de George Sand.

Marie-Aurore de Saxe meurt au château de Nohant, le 26 décembre 1821. Au lendemain de l'enterrement de Madame Dupin de Francueil, la famille est convoquée à Nohant, dont le comte Vallet de Villeneuve, afin de prendre connaissance des dernières volontés de la défunte. La lecture du testament provoque une violente colère de Sophie-Victoire Delaborde, la mère d'Aurore Dupin de Francueil. En effet, Aurore est la seule héritière et propriétaire du domaine de Nohant. Victoire Delaborde est stupéfaite d'apprendre que sa belle-mère nomme René Vallet de Villeneuve comme seul et unique tuteur de sa propre fille. Toute la rancœur contenue ces dernières années à l'égard de sa belle-famille, se déchaîne brutalement, par des paroles outrageantes. Victoire Delaborde refuse cet arrangement et exige que sa fille vienne avec elle, à Paris. La rupture avec la famille paternelle est consommée. René Vallet de Villeneuve s'incline et Aurore quitte Nohant pour Paris, vivre avec sa mère le 18 janvier 1822.

Ce n'est que vingt ans plus tard, au cours d'une rencontre fortuite à Paris au mois d'avril 1845 avec la fille aînée du comte, Emma-Augustine de la Roche-Aymon, que les relations se renouent avec les Vallet de Villeneuve. Aurore devenue la célèbre George Sand, est invitée au château de Chenonceau. Elle s'y rend au mois de décembre 1845, accompagnée de son fils Maurice et de sa fille Solange. Elle restera désormais en relation avec les Vallet de Villeneuve. Dans sa correspondance du 14 décembre 1845 avec son demi-frère Hyppolite Chatiron, George Sand décrit son séjour à Chenonceau : 

« Le fait est que nos hôtes ont été excellents pour moi et pour mes enfants […] Chenonceaux est une merveille. L'intérieur en est arrangé à l'antique avec beaucoup d'art et d'élégance. On y jette toujours son pot de chambre par la fenêtre, ce qui faisait le bonheur de Maurice ! »

### Second Empire
René Vallet de Villeneuve est nommé sénateur du Second Empire, le 31 décembre 1852 et siège dans la majorité impériale, jusqu'à sa mort. Il est promu Officier de la Légion d'Honneur le 3 juin 1853 et Commandeur de la Légion d'Honneur, le 31 décembre 1862.
Son épouse Appoline de Guibert, fille unique du comte de Guibert, meurt à Chenonceau, le 18 novembre 1852. René Vallet de Villeneuve contracte une pleurésie à la fin de l'année 1862 et meurt dans son château de Chenonceau, le 12 février 1863. La propriété revient à ses deux enfants, Emma-Augustine Vallet de Villeneuve marquise douairière de La Roche-Aymon (1796-1866) et à Septime Vallet de Villeneuve (1799-1875). Mais les héritiers du comte de Villeneuve ne conservent pas cette fort dispendieuse demeure en entretien et réparations. Le prestigieux domaine qui appartenait à la famille depuis 130 ans, est donc mis en vente au mois d'avril 1864.
René Vallet de Villeneuve et Appoline de Guibert suivant leurs dernières volontés, reposent dans cette région de Touraine qu'ils affectionnaient tant, à Chenonceaux.

## George Sand et la famille de Villeneuve
Consulter en ligne les témoignages de George Sand à propos de sa famille Vallet de Villeneuve, extraits de ses œuvres :
- George Sand, Histoire de ma vie, vol. 2, Paris, Éditions Calmann-Lévy, 15 avril 1847, 502 p. (lire en ligne), chap. II (« Les cinq générations de la rue de Grammont »), p. 326 à 329
- George Sand, Histoire de ma vie, vol. 3, Paris, Éditions Calmann-Lévy, 15 avril 1847, 470 p. (lire en ligne), chap. VII (« Mon tuteur »), p. 373 à 395
- George Sand, Correspondance 1812-1876, t. 2, Paris, Éditions Calmann-Lévy, 1882, 394 p. (lire en ligne), chap. CCXLVIII (« À M. Hippolyte Chatiron, 29 avril 1845 »), p. 333 à 334
- George Sand, Correspondance 1812-1876, t. 2, Paris, Éditions Calmann-Lévy, 1882, 394 p. (lire en ligne), chap. CCLI (« À M. Hippolyte Chatiron, 14 décembre 1845 »), p. 342 à 345

## Archives

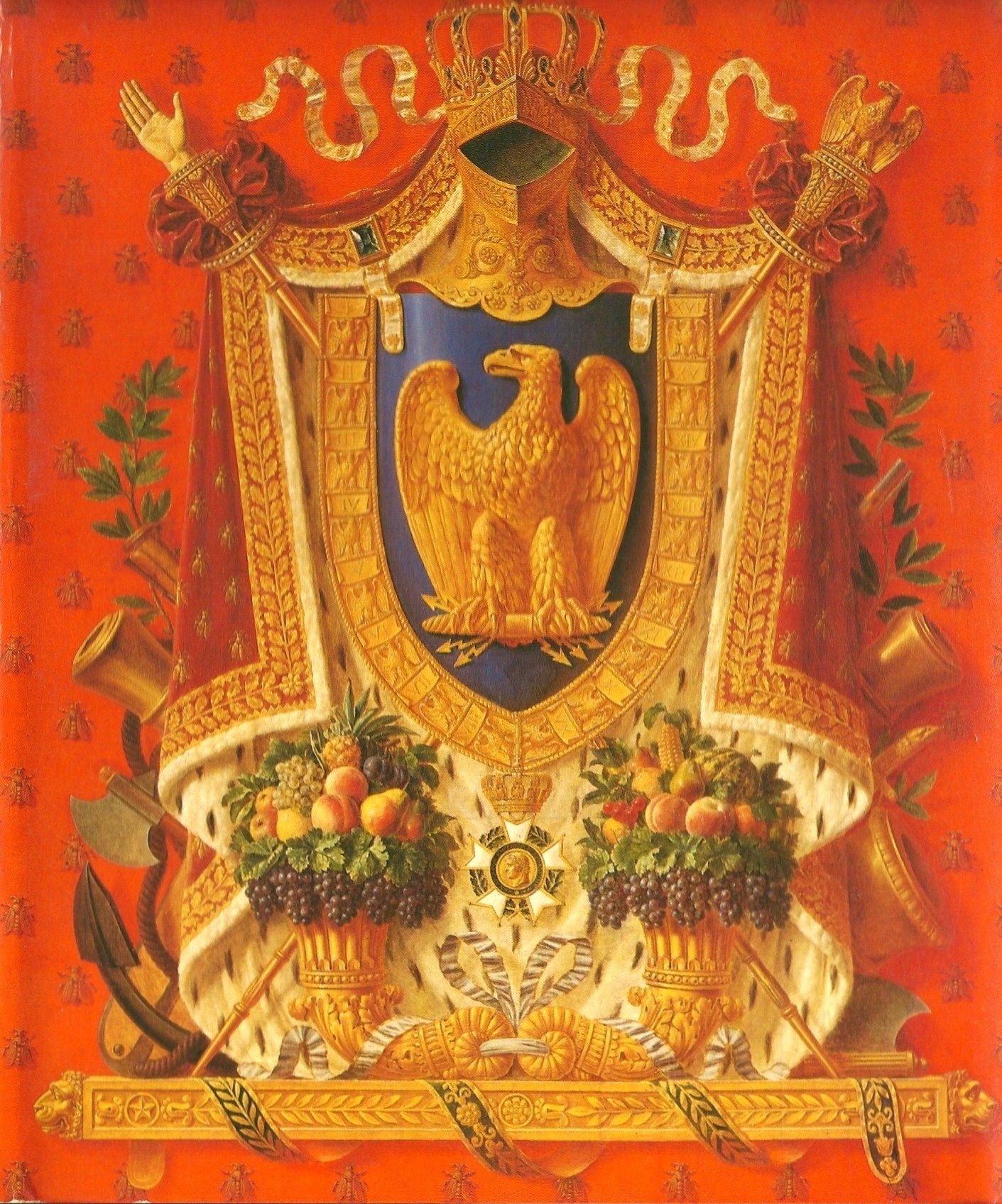
Les grandes armes de l'Empire français, modèle de tapisserie pour la manufacture des Gobelins par François Dubois (1790-1871) d'après Jacques-Louis de La Hamayde de Saint-Ange (1780-1860), en 1809.

### Sources modernes
- Se reporter au chapitre Bibliographie.

### Sources anciennes
- Département d'Indre-et-Loire :
Mairie de Chenonceaux - Archives municipales - no 1 place de la Mairie 37150 Chenonceaux
Archives Départementales d'Indre-et-Loire - no 6 rue des Ursulines 37000 Tours
Société archéologique de Touraine - no 13 Jardin François 1er 37000 Tours
Château de Chenonceau - Archives du château de Chenonceau - 37150 Chenonceaux.
- Département de l'Indre :
Domaine de George-Sand - Place du Château 36400 Nohant-Vic.
Archives Départementales de l'Indre - no 1 rue Jeanne d'Arc 36000 Châteauroux.
Mairie du Blanc - Archives municipales - Place René Thimel 36300 Le Blanc.
- Département de Paris :
Archives nationales - no 60 rue des Francs-Bourgeois 75003 Paris
Minutier central des notaires de Paris - no 60 rue des Francs-Bourgeois 75141 Paris Cedex 03
Archives de Paris - Archives de l'État civil - no 18 boulevard Sérurier 75019 Paris
Bibliothèque nationale de France - Quai François Mauriac 75706 Paris Cedex 13.
Fondation Napoléon - 7 rue Geoffroy Saint-Hilaire 75005 Paris.
Le Souvenir napoléonien - 82 rue de Monceau 75008 Paris.

#### Notices et ressources
- Ressources relatives à la vie publique :   - base Léonore
  - Sénat